# Erhard Raus
Erhard Raus (Wolframitz, 8 gennaio 1889 – Vienna, 3 aprile 1956) è stato un generale austriaco all'interno della Wehrmacht durante la seconda guerra mondiale.
Comandò la 6. Panzer-Division durante i primi anni di guerra sul Fronte orientale primi di prendere il comando di diversi gruppi d'armate. Raus fu uno dei tre ufficiali austriaci a raggiungere il grado di Generaloberst nella Wehrmacht tedesca. Gli altri due furono Alexander Löhr e Lothar Rendulic.

## Biografia
Il 7 settembre 1941, durante l'Operazione Barbarossa, Raus fu nominato comandante provvisorio della 6. Panzer-Division. Il 15 settembre dello stesso anno, la 6. Panzer-Division, senza la sua artiglieria, fu trasferita all'interno del Gruppo d'armate centro per prendere parte alla Battaglia di Mosca. l'11 ottobre fu decorato con la Croce di Cavaliere della Croce di Ferro, in seguito la sua unità fu trasferita all'interno dello LVI. Panzerkorps.
Nei primi giorni d'aprile, la 6. Panzer-Division fu trasferita in Francia per riposarsi e riorganizzarsi; Raus fu nominato comandante effettivo della divisione il 29 aprile. nel tardo novembre del 1942, la divisione lasciò la Francia per tornare in Unione Sovietica. In seguito alla sconfitta nella Battaglia di Kursk, organizzò la ritirata delle truppe dell'asse attraverso il Dnepr. Il 10 dicembre 1943 fu nominato comandante della 4. Panzer-Division. Diversi giorni dopo spostò la divisione attorno al fiume, insieme a migliaia di cavalli e bestiame rubato. Raus comandò la 1. Panzer-Division, la 3. Panzer-Division (1944) e l'XI. SS Panzerkorps.
Dopo la guerra, scrisse di proprio pugno e in collaborazione un numero di libri e pubblicazioni, che si focalizzavano sull'analisi strategica dell'uso dei carri armati usati dalle sue forze sul fronte orientale. Raus morì il 3 aprile del 1956. Fu sepolto a Vienna con tutti gli onori militari il 6 aprile dello stesso anno.

## Opere
- Panzer Operations: The Eastern Front Memoir of General Raus, 1941–1945 (with Steven H. Newton), ISBN 978-0-306-81247-7
- Peculiarities of Russian warfare (German report series, 1949), OCLC 38291522
- Tactics in unusual situations (Small unit tactics, 1951), OCLC 37669938
- Improvisations and field expedients: Their use as instruments of command (1951), OCLC 38373401
- Effects of climate on combat in European Russia (German Report Series, CMH Pub 104-6, 1952)
- The Pomeranian battle and the command in the east (1952) OCLC 14445144
- Strategic deceptions (Deceptions & Cover Plans Project # 29, 1948), OCLC 37161255